# مقاطعة فلويد (فيرجينيا)
 مقاطعة فلويد  (بالإنجليزية:  Floyd County)‏ هي إحدى المقاطعات في ولاية فيرجينيا في الولايات المتحدة الأمريكية.

## أعلام
- بلايند ألفرد ريد